# Chitarra (Picasso 1913)
Chitarra è un'opera realizzata nel 1913 dal pittore spagnolo Pablo Picasso. Quest'opera è realizzata con carboncino, matita, inchiostro e carta incollati su tela e misura cm 66,3×49,5. È conservata al Museum of Modern Art di New York.
Questo lavoro è un chiaro esempio della duttilità di Picasso e della molteplicità di tecniche utilizzate: in questo caso ci troviamo di fronte a un collage di vari materiali.
Questa opera fa parte del periodo di Picasso che viene definito cubismo sintetico.